# Gyrinus marinus
Gyrinus marinus är en skalbaggsart som beskrevs av Leonard Gyllenhaal. Gyrinus marinus ingår i släktet Gyrinus och familjen virvelbaggar. Arten är reproducerande i Sverige. Inga underarter finns listade i Catalogue of Life.

## Bildgalleri

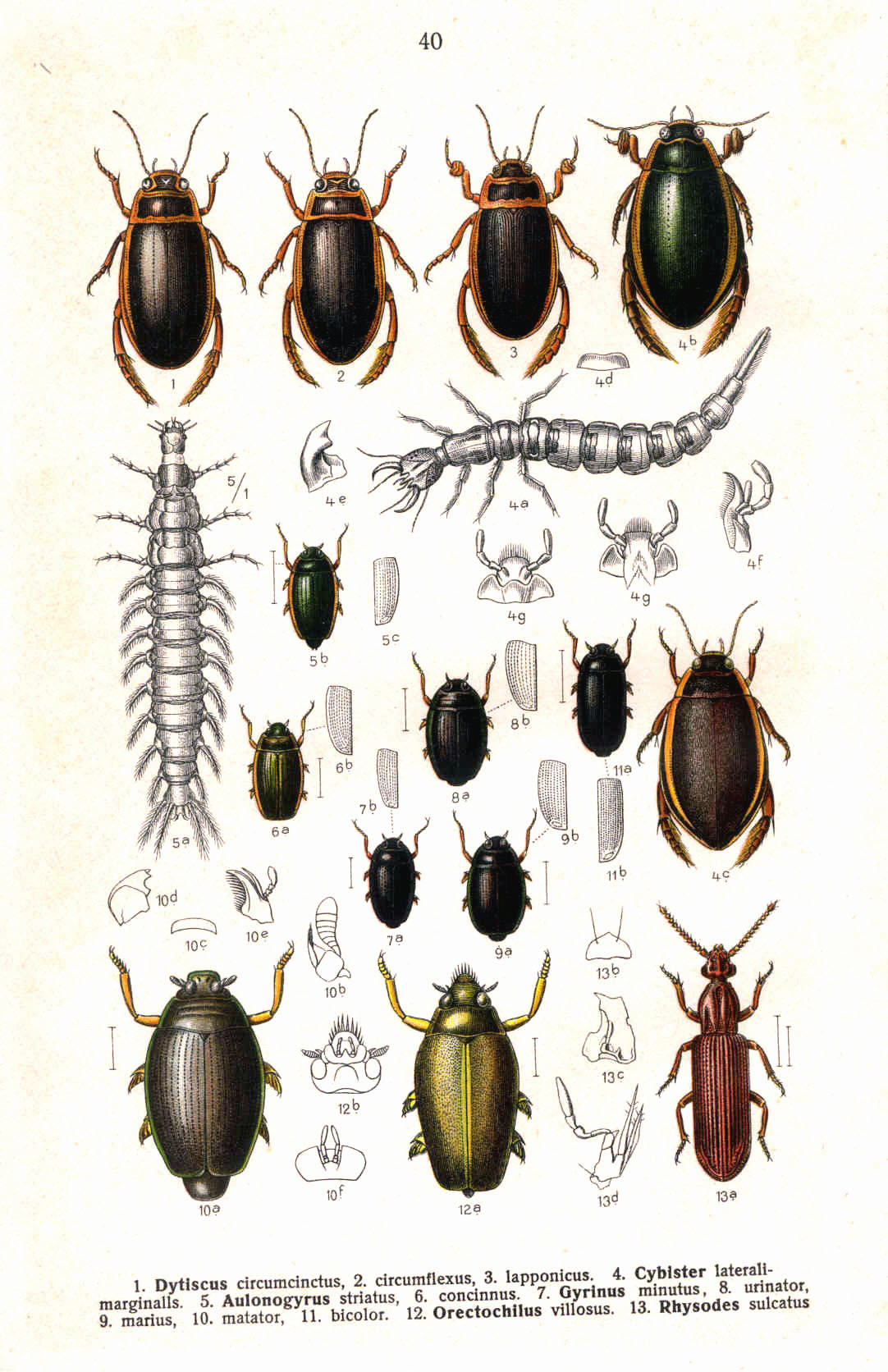
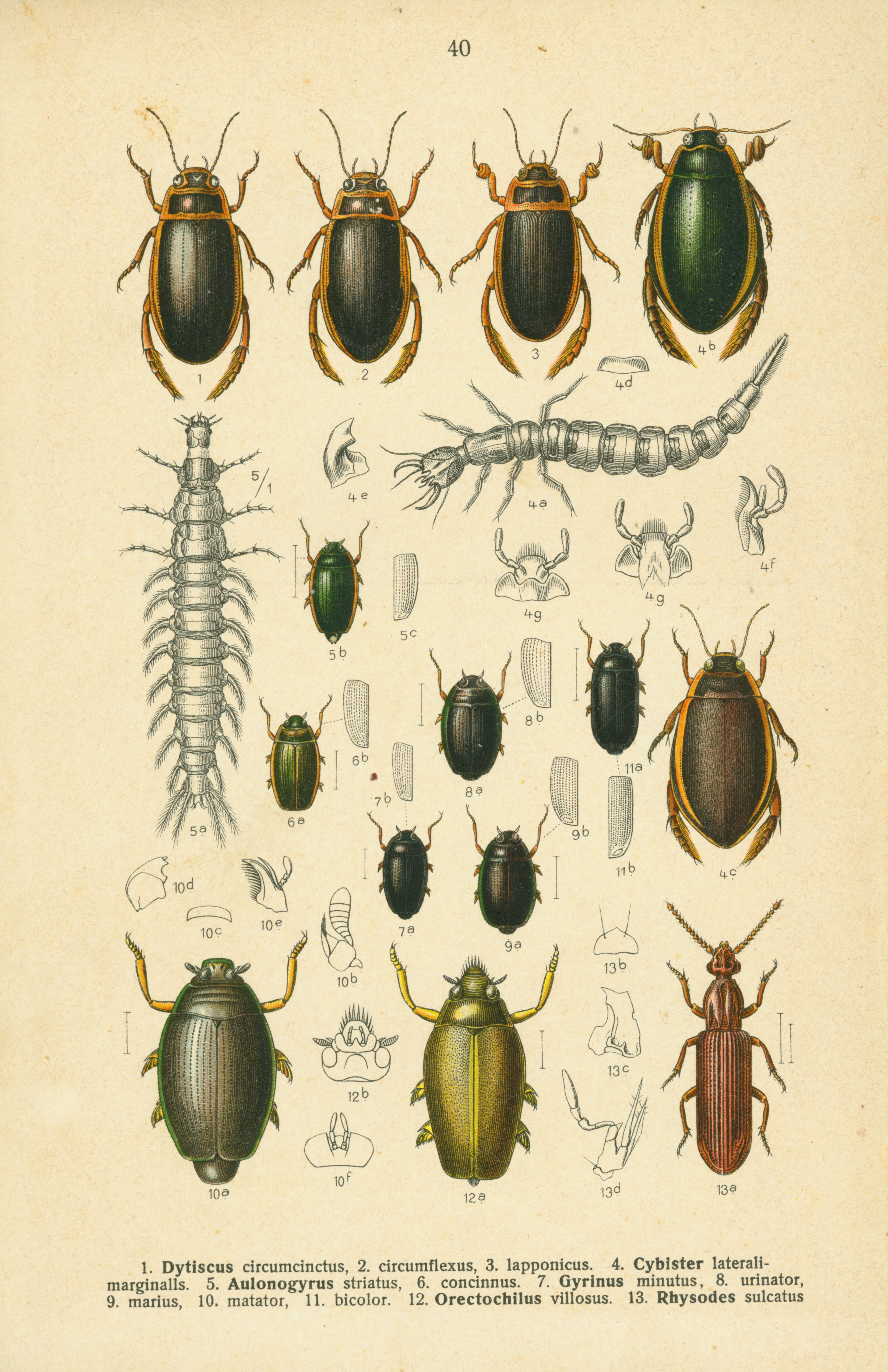